# 창안 PSA
창안 PSA(영어: Changan PSA, 중국어: 长安标致雪铁龙)는 중국 선전시에 본사를 둔 자동차 회사로, 창안 자동차와 그루프 PSA가 50:50으로 합작 투자한 회사였다.
또한 둥펑 푸조 시트로앵에 이어 그루프 PSA의 두 번째로 중국에 진출한 자동차 제조업체이다.심천에 새로 건설한 생산기지를 중심으로 연간 생산능력은 20만대 수준이다.

## 역사
2010년에 창안 자동차와 그루프 PSA는 중국 국내 시장을 대상으로 승용차를 생산하는 50:50 합작 투자를 설립하기로 합의했으며,2011년에 프로젝트에 대한 최종 승인을 받았다.
2014년에 중국 국내 독점 모델인 DS 5, DS 5LS가 먼저 생산되었고 그 이후로 DS 6WR이 생산되었다.
이 사업은 꾸준히 매출이 부진했고, 이로 인해 생산량이 생산 능력에 미치지 못했습니다. 창안 자동차와 그루프 PSA가 각각의 지분을 바오능 그룹으로 이전하기로 합의한 후 2020년에 해체되었다.
새로 구조 조정된 합작법인의 이름은 선전 바오능 자동차로 변경되었다.

## 판매
2014년에 중국에서 26,000대로 급격히 판매량이 증가했는데, 이는 DS 5, DS 5LS, DS 6로 구성된 프리미엄 모델이 주도했다. 세 모델 모두 선전에서 생산되었으며, 1년 만에 출시되었다.
동시에 중국 국내 60개 대도시를 망라하여 80개의 DS 오토모빌 매장을 오픈하는 등 유통망 개발에도 분주히 나서고 있다.
중국은 현재 전세계 DS 오토모빌의 차종 22%를 차지하고 있으며 2013년에는 2%에 불과했다.

## 제품

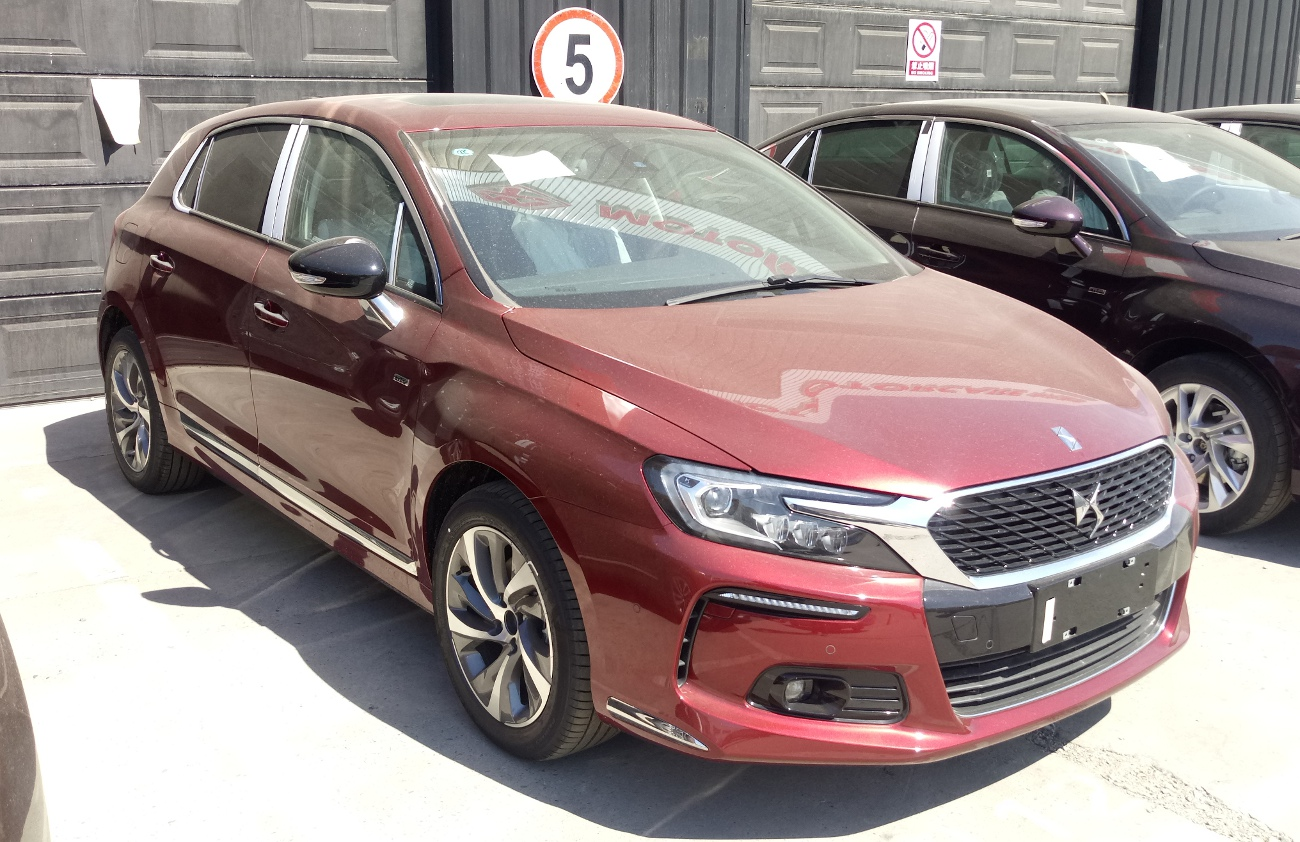
DS 4S
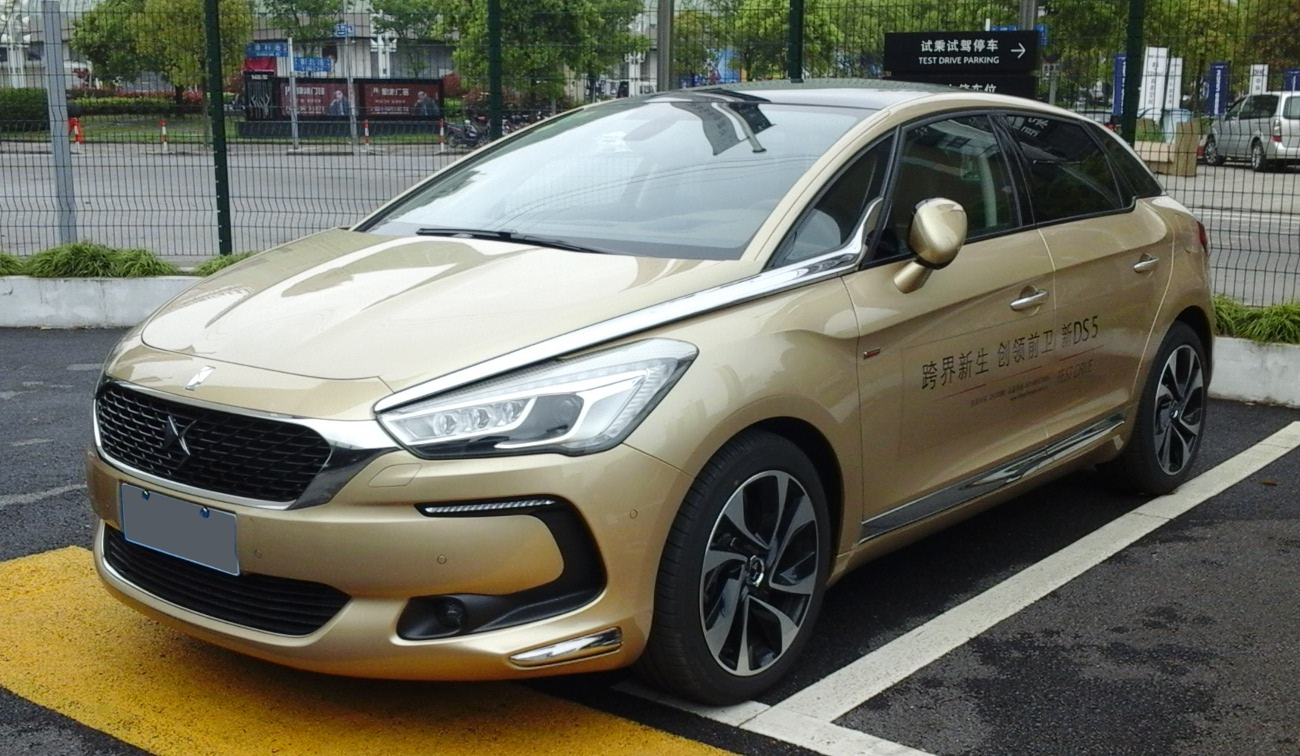
DS 5
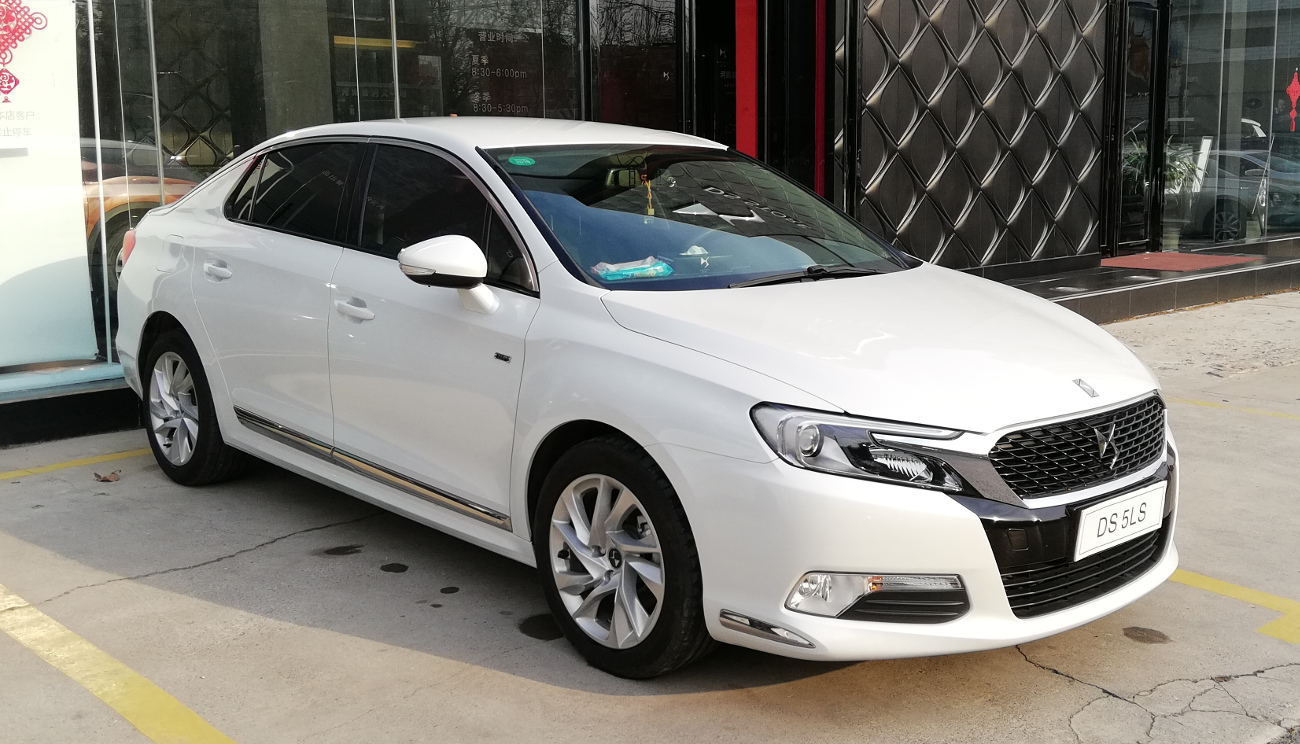
DS 5 LS
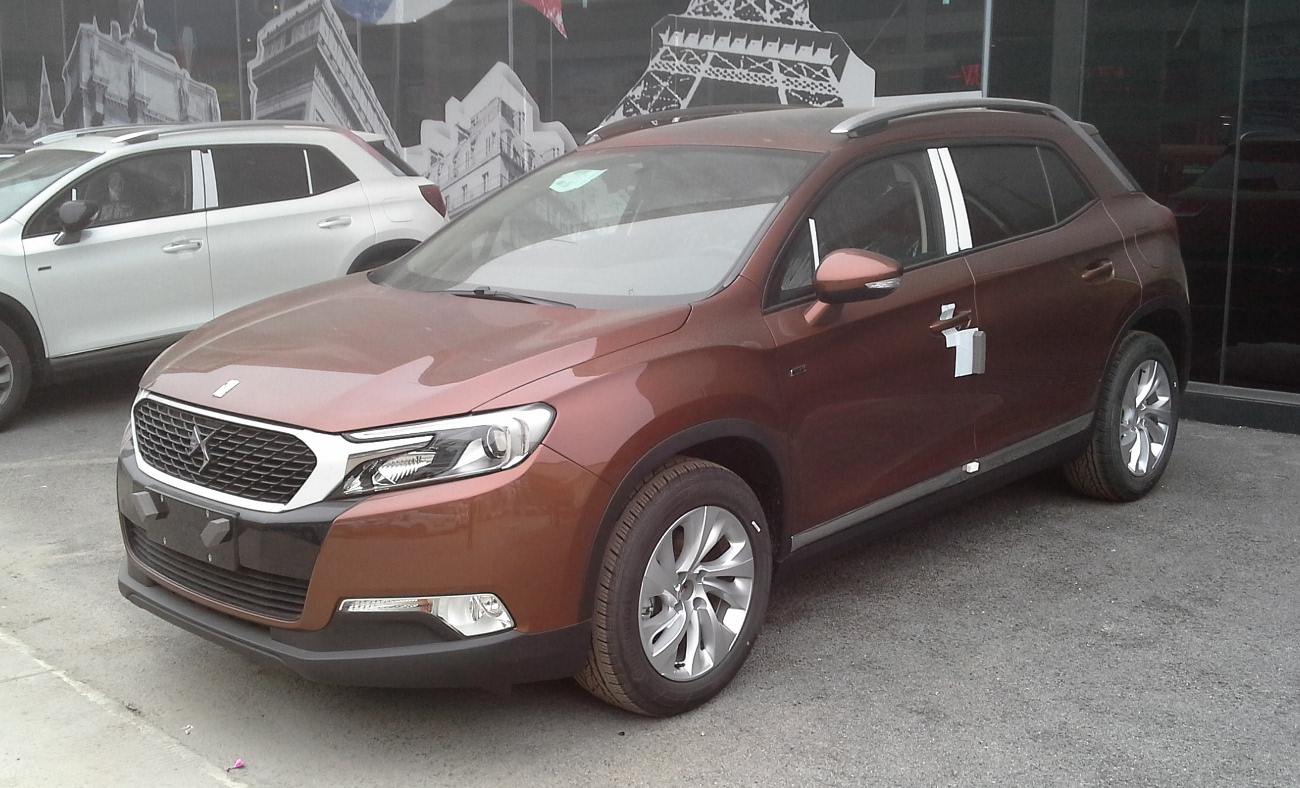
DS 6WR
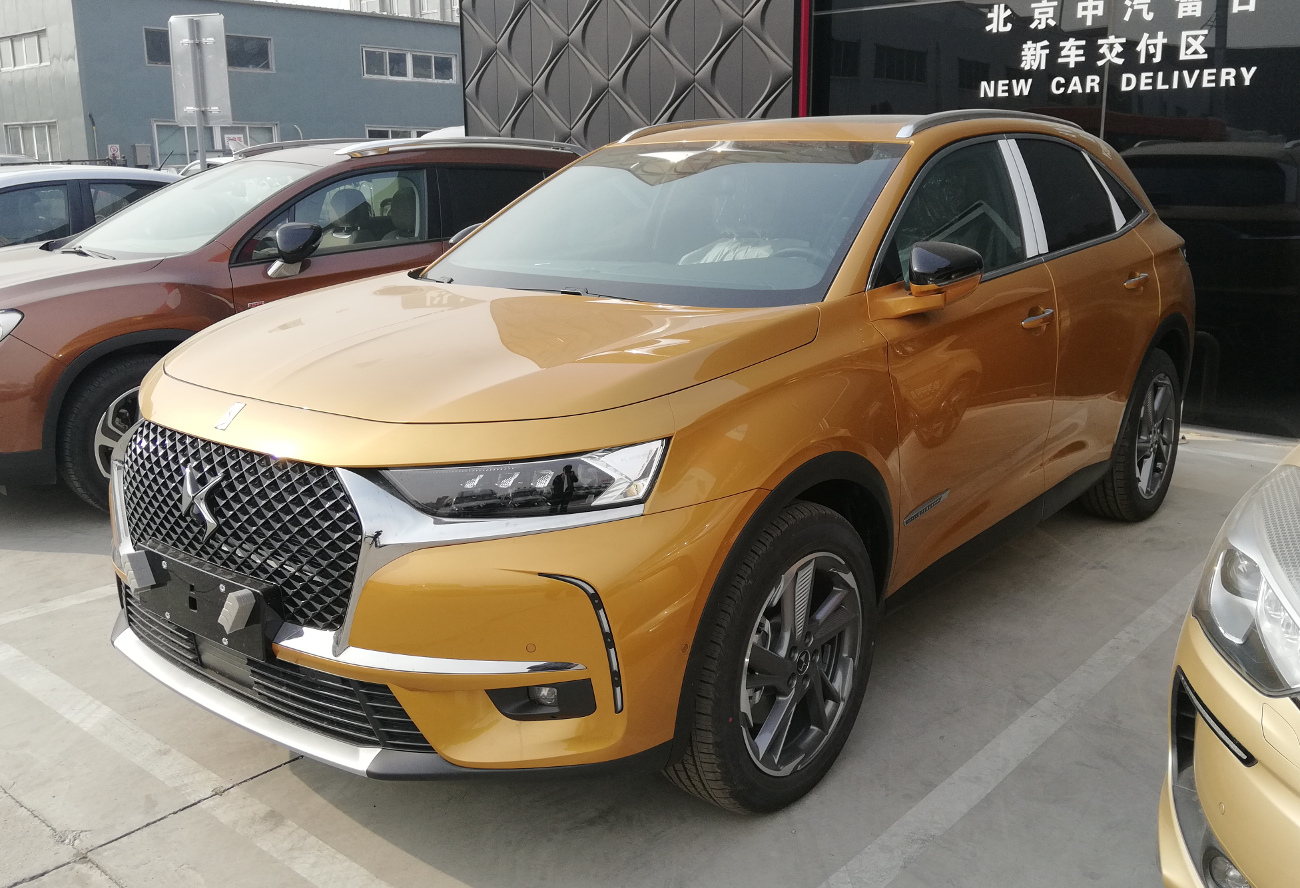
DS 7